# Wilhelm Florentin von Salm-Salm

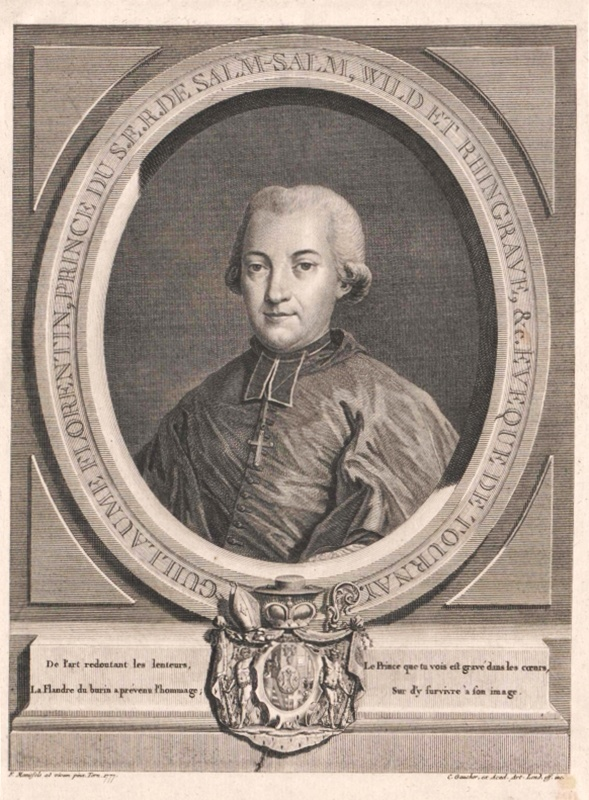
Erzbischof Wilhelm Florentin von Salm-Salm

Wilhelm Florentin von Salm-Salm (* 10. Mai 1745 auf Schloss Anholt; † 14. September 1810 in Hahnbach, Oberpfalz) war Bischof von Tournai und Erzbischof von Prag.

## Leben
Das 18. Kind des österreichischen Feldmarschalls und Gouverneurs von Antwerpen, Nikolaus Leopold zu Salm-Salm, war für die militärische Laufbahn bestimmt und besuchte das Kolleg zu Juilly (Frankreich) und die Theresianische Akademie in Wien. Da er später die geistliche Laufbahn einschlagen wollte, studierte er dann Theologie und die Rechte in Köln und Lüttich. Im Jahre 1761 wurde er Domherr in Köln, Straßburg und Lüttich. 1765 konnte er ein weiteres Domkanonikat in Augsburg erlangen.
Er wurde am 17. März 1771 zum Priester geweiht. Das Domkapitel von Tournai bat Maria Theresia nach dem Tode des mit ihm verwandten Bischofs, ihn 1770 als Bischof von Tournai vorzuschlagen. Doch nominierte die Kaiserin ihn erst am 30. Januar 1776 und der Papst sprach am 20. Mai 1776 die Ernennung aus. Der Kölner Erzbischof, Maximilian Friedrich von Königsegg-Rothenfels, spendete ihm am 14. Juli 1776 im Bonner Münster die Bischofsweihe.

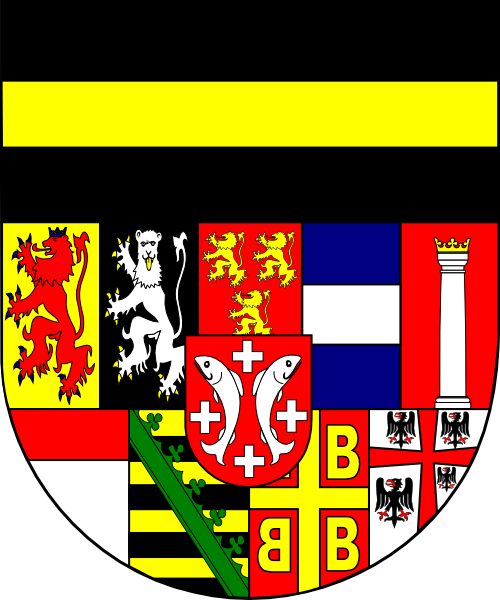
Wappen Wilhelm Florentin von Salm-Salm, Erzbischof von Prag

Als Bischof prunkliebend, schätzte er auch liturgischen Glanz. Er drängte auf eine gute religiöse Unterweisung des Volkes und war zugleich mildtätig. Von 1773 bis 1788 war er für seinen minderjährigen Neffen Regent der reichsunmittelbaren Familienbesitzungen und trat 1788 für das josephinische Generalseminar in Löwen ein.
Da ein Teil des Bistums Tournai zu Frankreich gehörte, war er von der Französischen Revolution unmittelbar betroffen und nahm am 5. Mai 1789 auch an den Generalständen in Versailles teil. Als der brabantische Anteil des Diözesanklerus sich den aufständischen, im französischen Anteil befindlichen Diözesanpriestern anschloss, verließ der Bischof 1791 aus Solidarität zu Kaiser Joseph II. sein Bistum und begab sich nach Köln. Dort sein Bistum weiter regierend, bemühte er sich darum, eine Beruhigung seiner Diözesanen und die Treue zum Kaiserhaus zu stärken. Nach einer kurzzeitigen Rückkehr floh er 1792 vor den französischen Truppen zunächst nach Anholt und dann nach Köln.
Um Maximilian Franz von Österreich seine Wahlstimme zu verschaffen, stellte man ihm 1780 mit Gran das reichste Erzbistum der Monarchie in Aussicht. Zwischenzeitlich wurde jedoch das Erzbistum Prag frei und Kaiser Franz II. nominierte ihn am 1. Mai 1793 für dieses. Der Papst sprach die Translation am 23. September 1793 aus, so dass er am 2. Mai 1794 in Prag einziehen konnte, wobei er statt des üblichen Gepränges Wohltätigkeit walten ließ. Am 21. Februar 1794 erhielt er das Pallium.
In diesen Jahren wurde das Erzbistum von Kriegsnöten gebeutelt. Nachdem er das silberne Grabmal des hl. Nepomuk gerettet hatte, entrichtete er 1793 eine freiwillige Kriegssteuer von 50.000 Florin. Für die Hebung der erzbischöflichen Güter auf Mittel seines Familienbesitzes zurückgreifend, musste er seit 1793 den Unterhalt des Bischofs von Budweis mit 12.000 Florin jährlich zur Gänze übernehmen. 
Als Bischof visitierte er jährlich einige Vikariate und verstarb auf einer dieser Reisen. Das Grab des von der Bevölkerung geliebten Erzbischofs befindet sich in der Schlosskapelle zu Kamenitz.